# NHK ni Yōkoso!
NHK ni Yōkoso! (N・H・Kにようこそ！?), también conocida como Welcome to the NHK, es una novela escrita por el novelista japonés Tatsuhiko Takimoto e ilustrada por Yoshitoshi ABe centrada en torno a un chico de 22 años que es ayudado por una extraña chica que parece saber todo sobre él, sin conocerla de nada. El tema central de la historia se basa en las dificultades de la vida y en cómo cada uno debe enfrentarse a sus propios problemas a su manera.
NHK ni Yōkoso! empezó como una novela, publicada por Kadokawa Shōten cuyo lanzamiento en Japón fue el 28 de enero de 2002. Más tarde, la historia fue adaptada al manga, escrito por la misma persona, aunque la ilustración estuvo a cargo de Kendi Oiwa. Además, se creó el anime, que se emitió en Japón entre el 9 de julio y el 17 de diciembre de 2006, compuesto por 24 episodios.
En el Japón real, NHK se refiere a la Corporación Radiodifusora de Japón (Nippon Hōsō Kyōkai), pero en el contexto ficticio de la novela las siglas significan Nippon Hikikomori Kyokai, que significa «Asociación Hikikomori Japonesa», una referencia a la reivindicación del protagonista de una conspiración subversiva conducida por la NHK (emisora de televisión) para crear el NHK (el grupo hikikomori). Mientras que se ocupa principalmente del fenómeno reclusivo de los hikikomoris, la conspiración también explora muchas otras subculturas, por ejemplo: otaku, el suicidio a través de Internet, etc. Además de esto, la conspiración presentada en este anime contiene los tres pilares fundamentales
estudiados por el especialista en ciencias políticas Michael Barkun: Nada sucede por accidente, nada es lo que parece, y todo está conectado.

## Argumento
NHK ni Yōkoso! gira en torno a las vidas de jóvenes-adultos viviendo en la ciudad de Tokio. Muchos de los diferentes estilos de vida que se muestran en la trama se centran en los conceptos hikikomori, anime, otaku, y en las diferentes e intensas experiencias a las que los personajes se enfrentan, como depresión, obsesión y soledad.
El protagonista principal es Tatsuhiro Satō, un ex-universitario entrando en su 4.º año de aislamiento. Lleva una vida totalmente reclusiva como hikikomori, donde finalmente llega a la conclusión extraña en la cual lo que le está pasando tiene que ver con una conspiración. Un día en el que no parecía que nada en su vida fuera a cambiar, conoce a Misaki Nakahara, una misteriosa chica que quiere intentar curar a Tatsuhiro de su problema reclusivo. Misaki se presenta a Tatsuhiro con un contrato, en el que básicamente dice que cada día deben encontrarse en el parque por la noche, donde Misaki le leerá libros, propuestas, métodos, etc., a Tatsuhiro para así intentar que desista de su estilo de vida. En estas quedadas, son muchas las materias tratadas, donde la mayoría convergen de alguna manera en la psicología o el psicoanálisis. Es aquí donde la trama empieza a desenvolverse para evolucionar a través de la historia.
Ambos, sin embargo, tienen la tendencia de sobreactuar, donde toman vital importancia las mentiras para esconder la verdad de uno o unos a otros. A pesar de que la oferta de Misaki tiene una visión "esperanzadora" sobre Tatsuhiro, es su propio vecino y amigo de la secundaria superior, Kaoru Yamazaki, a quien Tatsuhiro acude en momentos de necesidad y apoyo. Aunque también, a pesar de su propia idiosincrasia, Yamazaki es uno de los personajes más estables de la historia.

## Personajes
Tatsuhiro Satō (佐藤 達広 Satō Tatsuhiro?)
Seiyū: Yutaka Koizumi
El protagonista de la historia, a los 22 años, se encuentra plenamente dentro de su tercer año de reclusión, siendo un hikikomori y un NEET. Suele tener pensamientos erróneos, por lo que piensa que su estado de desempleado y de reclusión, es el trabajo de la conspiración de NHK. Vive en un apartamento alquilado, pero depende económicamente de sus padres. Bajo la influencia de su vecino, Kaoru Yamazaki, consigue convertirse en un otaku-lolicon y ayuda a Yamazaki en la escritura de su juego para adultos. Más tarde en la historia vuelve a la casa de sus padres, donde se queda durante una larga temporada y donde sus padres se dan cuenta de que sufre más problemas psicológicos de los que creían. Aunque los problemas parecen aparecerle vaya donde vaya.
Misaki Nakahara (中原 岬 Nakahara Misaki?)
Seiyū: Yui Makino
Una misteriosa chica que quiere convertirse en voluntaria de su propio "proyecto" para ayudar individualmente a los hikikomoris como Tatsuhiro. Tiene tendencia a mentir, como la de ocultar aspectos diversos de su vida como el hecho de haber dejado el instituto, aunque no lo hace para causar ningún mal. Le contará a Tatsuhiro cualquier cosa con tal de que éste le preste atención. Parece que, en el transcurso actual de la historia, Misaki le tiene un profundo apego a Tatsuhiro. Da dos indicaciones sobre su pasado. La primera, en la que le confiesa a Satō que lo necesita porque es peor que ella, y la segunda, en la que en un episodio del anime, muestra miedo a los golpes o los posibles golpes, lo cual implica un pasado con malos tratos.
Kaoru Yamazaki (山崎 薫 Yamazaki Kaoru?)
Seiyū: Daisuke Sakaguchi
Un otaku que iba al mismo instituto que Tatsuhiro, pero en un curso inferior. Desde que fue salvado una vez por Satō de una pelea en el instituto, le respeta con un buen trato aunque, a pesar de ello, juega y bromea con Satō (como actuando como una chica que está profundamente enamorada de él en el juego en línea Ultimate Fantasy). Por alguna razón, casualmente se convierte en el vecino de Tatsuhiro en el apartamento contiguo al suyo. Hace que Tatsuhiro entre en su proyecto de juego eroge, y es el responsable de volver a Tatsuhiro un completo otaku-lolicon. Sus padres son los propietarios de una granja en Hokkaidō. Adentrados en la historia, se ve forzado a volver a la granja, ya que su padre se encuentra muy mal como para seguir trabajando en ella. Llegados a este punto, no tiene ninguna esperanza puesta ya en Tokio, por lo que hace que su novia se enfade con él y deja todo lo relativo a su vida allí, para volver al pueblo.
Hitomi Kashiwa (柏 瞳 Kashiwa Hitomi?)
Seiyū: Sanae Kobayashi
Hitomi conoce a Tatsuhiro cuando ésta le intenta persuadir para que entre en el club de literatura del instituto, donde se pasan la mayoría del tiempo jugando cartas. La senpai de Tatsuhiro en el instituto, ahora una funcionaria llevada por el estrés, desarrolla una dependencia a las drogas. Intenta suicidarse en un pacto de suicidio por Internet, donde obviamente se ve involucrado Satō (llamado Offline Meeting Notice, un juego de palabras donde cada persona se ve como un ordenador y el final es el "apagado" de sus vidas), aunque cambia de parecer cuando su novio le pide que se case con él. Al poco se casan y tienen un saludable hijo. Siempre le ha fascinado el concepto de "teoría de conspiración" y es gracias a Hitomi, cuando matando horas como tontos jugando a cartas en el club de literatura, aparece la idea de N.H.K., la "CONSPIRACIÓN" que da forma a los dos personajes y a la trama.
Megumi Kobayashi (小林 恵 Kobayashi Megumi?)
Seiyū: Risa Hayamizu
Compañera de clase de Tatsuhiro en el instituto; entonces delegada de clase. Ninguno de los dos repara de la existencia del otro durante los primeros tomos del manga. Después de que su padre muriera, tuvo que trabajar para mantenerse a ella y a su hermano, quien vive como un hikikomori, por lo que al final acaba "trabajando" en una empresa piramidal. Durante el instituto, tuvo una personalidad bastante pobre, lo cual llama la atención a Tatsuhiro, porque ha evolucionado hasta convertirse en la chica manipuladora que es ahora, aunque este aspecto viene dado por una necesidad (venta piramidal).

## Adaptaciones

### Novela
La primera novela fue publicada el 28 de enero de 2002, con la portada ilustrada por Yoshitoshi ABe (de Serial Experiments Lain). La edición bunko se publicó en 2005.
Según el escritor Tatsuhiko Takimoto, la idea de la historia vino una noche como resultado del bloque de un escritor. Él llamó a Yu-ya Sato, un amigo también novelista, y le dijo: "Hay una conferencia mañana en Kadokawa Shoten, pero no puedo pensar en una historia, por favor piense en algo". Y con eso, se reunieron en un restaurante familiar a medianoche hasta que ellos conciliaron con N.H.K. Ni Yōkoso.

### Manga
Escrito también por Tatsuhiko Takimoto, aunque el dibujo estuvo a cargo de Kendi Oiwa, el manga empezó a publicarse el 24 de junio del 2004 en la revista de manga Shōnen Ace, también originalmente publicada por Kadokawa Shoten. La publicación del manga ha concluido, quedando compilada en un total de 8 volúmenes y 40 capítulos.

### Anime
Realizada por el estudio GONZO y dirigida por Yūsuke Yamamoto, la serie se emitió en Japón entre el 9 de julio y el 17 de diciembre de 2006, compuesto por 24 episodios.
La compañía ADV Films ha anunciado la próxima distribución de la serie en América. Será dividido en seis DVD y el primer lanzamiento será llamado NHK: First Conspiracy el cual contará con cuatro capítulos y algunos vídeos extras. Su fecha de lanzamiento será en los primeros días de octubre.

#### Música
Openings
- "Puzzle" (パズル Pazuru?)

- Letra: Rieko Ito
- Compositor: Kitagawa Katsutoshi
- Interpretado por: ROUND TABLE featuring Nino
- Episodios: 1-12

- "Puzzle -extra hot mix-" (パズル-extra hot mix-?)

- Letra: Rieko Ito
- Compositor: Kitagawa Katsutoshi
- Interpretado por: ROUND TABLE featuring Nino
- Episodios: 13-24

Endings
- "Odoru Akachan Ningen" (踊る赤ちゃん人間?)

- Letra: Kenji Otsuki
- Compositor: Fumihiko Kitsutaka
- Interpretado por: Kenji Otsuki y Fumihiko Kitsutaka
- Episodios: 1-12

- "Modokashii sekai no ue de" (もどかしい世界の上で?)

- Letra: Yugo Sasakura
- Compositor: Yugo Sasakura
- Interpretado por: Yui Makino
- Episodios: 13-24